# دوابي السفلي (ميانكوه)
دوابي السفلی (بالفارسية: دوابی سفلی) هي قرية تقع في إيران في خراسان رضوي. يقدر عدد سكانها بـ 125 نسمة بحسب إحصاء 2016.